# Finale Pia
Finale Pia o Finalpia è uno dei tre nuclei urbani formanti il comune di Finale Ligure, in provincia di Savona. Fino al 1927 comune autonomo, fu in seguito accorpato a Finale Marina e Finalborgo per costituire l'odierno comune di Finale Ligure.
Il borgo è situato approssimativamente tra la via Aurelia, piazza Oberdan, la galleria precedente Capo San Donato e la frazione Calvisio, lungo le sponde del torrente Sciusa. Ha visto un grande sviluppo residenziale nel periodo post bellico e la conseguente espansione ha di fatto unito il centro di Finale Ligure con la suddetta frazione, posta a circa un chilometro dal litorale.

## Storia
Già sede di insediamenti di epoca imperiale romana e dell'alto medioevo, il principale nucleo storico si sviluppò attorno alla chiesa abbaziale di Santa Maria di Pia. Come gli altri centri del Finalese anche Finale Pia fece parte del Marchesato di Finale dei feudatari Del Carretto seguendone le sorti carrettesche, spagnole e della Repubblica di Genova.
Nel 1868 Calvisio e Varigotti, al tempo comuni autonomi, chiesero e ottennero di essere uniti a Final Pia, comune del quale seguirono poi le sorti.
Nel 1927 il comune di Finalpia venne fuso con i comuni di Finalborgo e Finalmarina, formando il comune di Finale Ligure.

### Simboli
Stemma
(Descrizione araldica dello stemma)

Lo stemma comunale venne concesso con regio decreto il 6 settembre 1921. 

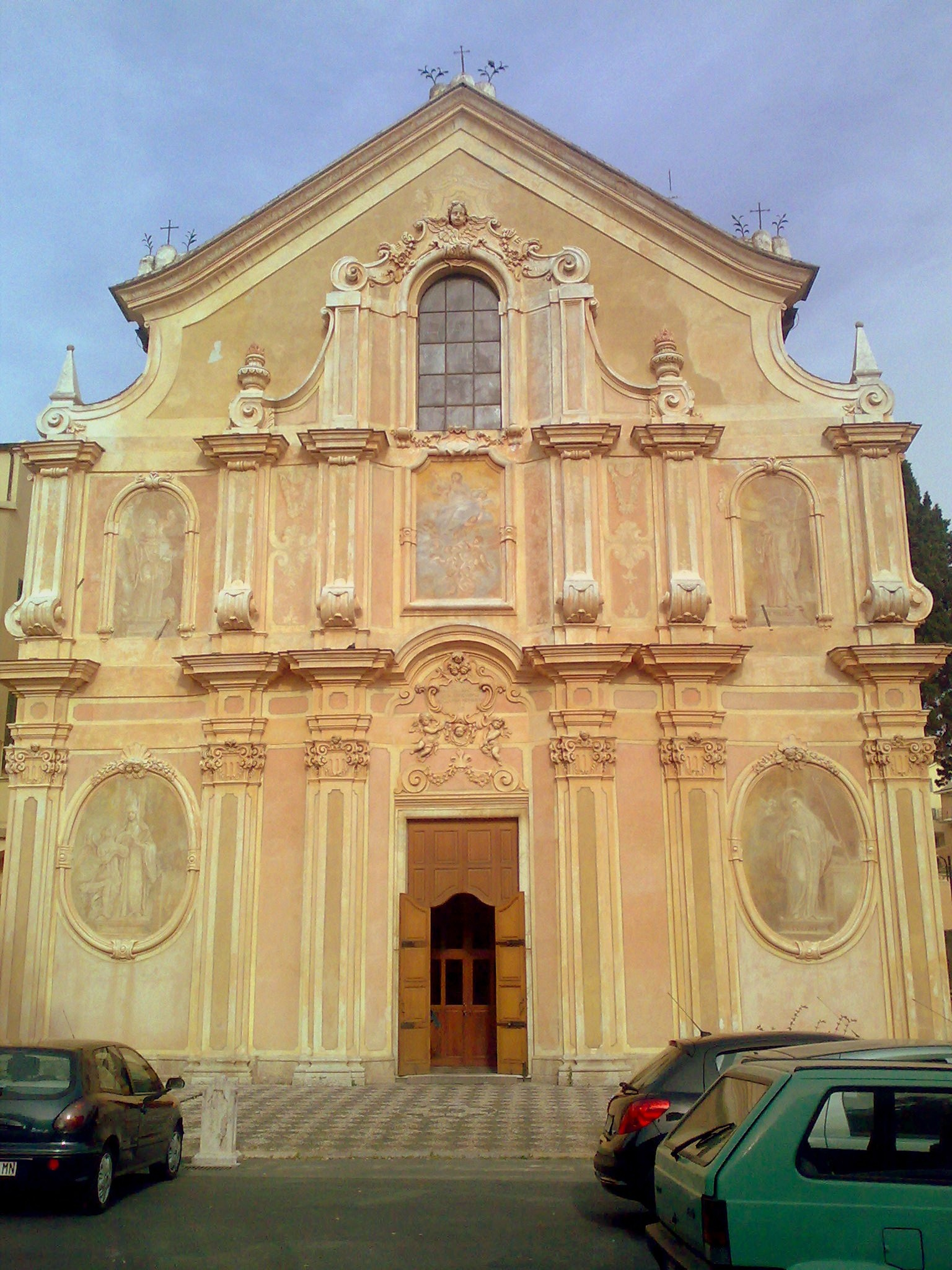
La chiesa abbaziale di Santa Maria di Pia

## Monumenti e luoghi d'interesse

### Architetture religiose
- Chiesa di Santa Maria di Pia e attigua abbazia benedettina del Cinquecento dentro la quale viene prodotto miele, proprio dagli abati stessi.

## Galleria d'immagini

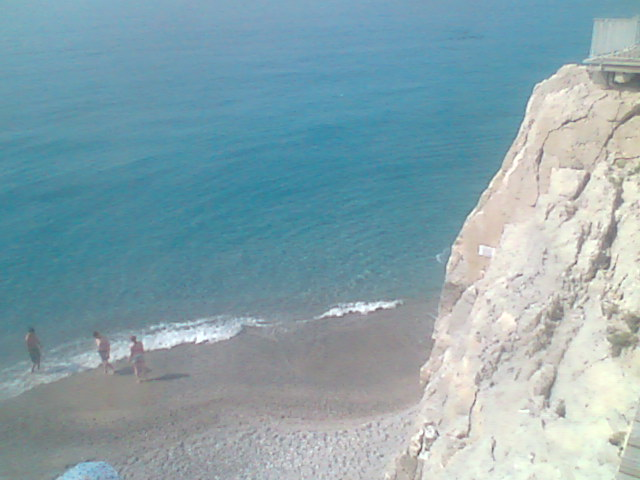
Panorama della spiaggia vicino al porto di San Donato
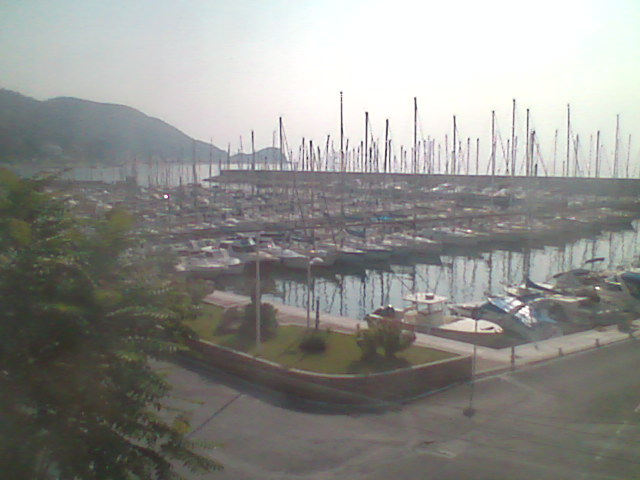
Il porto turistico di San Donato
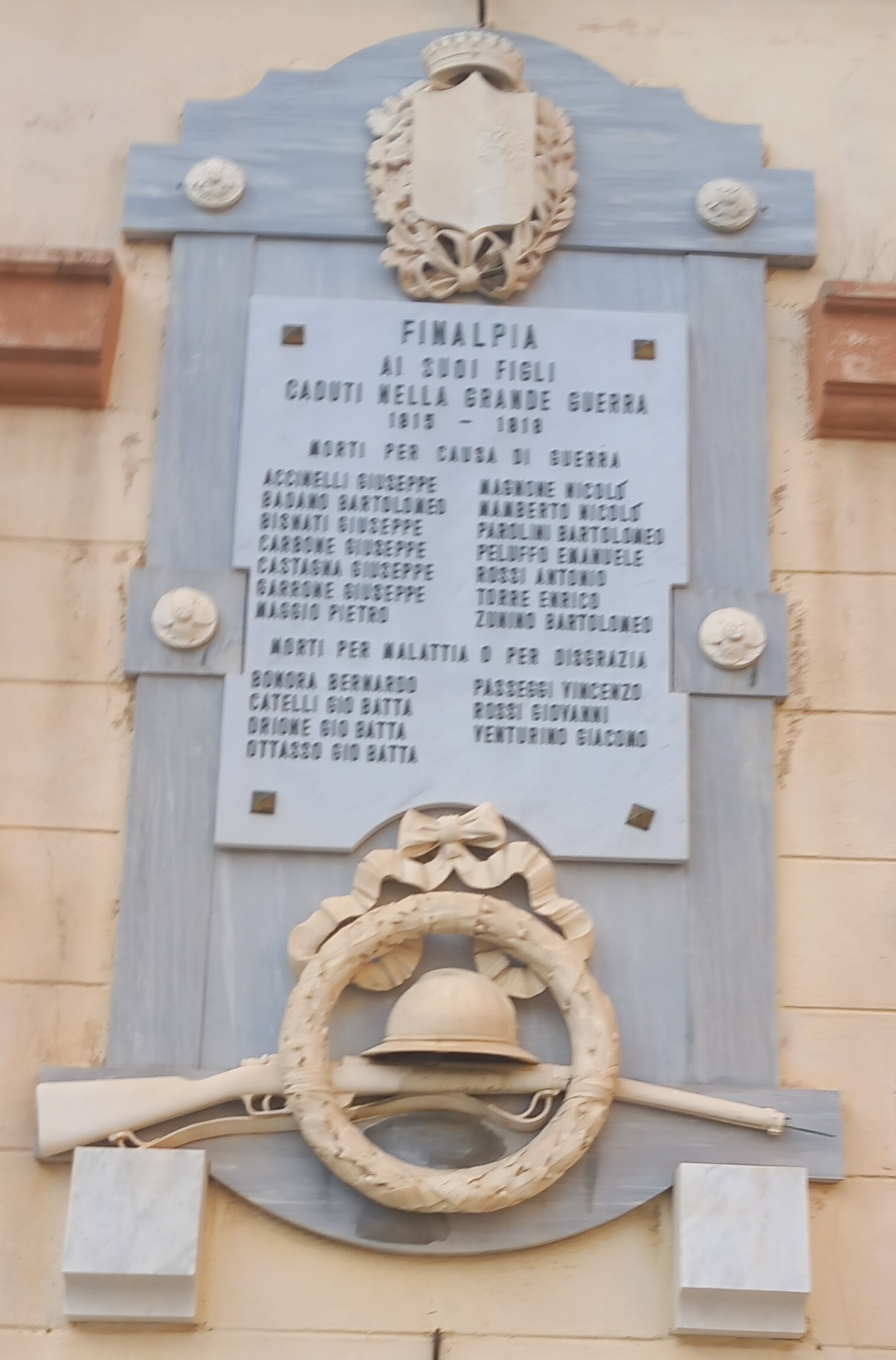
Targa in memoria dei caduti